# فنسی برمودس
فنسی برمودس (اسپانیایی: Fancy Bermudez‎؛ زادهٔ ۲۷ مهٔ ۲۰۰۲ ‏(۲۲ سال)) بازیکن زن راگبی ۷ نفره اسپانیایی‌تبار اهل کانادا است.
وی در مسابقات کشوری و بین‌المللی در مجموع برندهٔ ۱ مدال نقره شده است.